# 吉崎誠
吉崎 誠（よしざき まこと、1943年（昭和18年）6月5日 - 2011年（平成23年）9月10日）は日本の海藻学者、植物学者。東邦大学名誉教授。藻類の研究にとどまらず、国際生物学オリンピック日本委員会運営副委員長を務めるなど生物学教育にも尽力した。姓の正しい表記は吉﨑。
研究分野は植物形態分類学。大型藻類の分類と分布、特に紅藻の分類を専門とした。

## 生涯
1943年、生まれる。1965年（昭和40年）、国立科学博物館の日本列島自然史総合調査の一環で、千原光雄とともに岩手県山田町を訪れ、海藻採集を行った。1966年、東邦大学理学部生物学科を卒業する。その後、同大学理学部助手、講師、助教授を経て、同大学同学部教授を務め、自然史研究室を主宰した。
1993年（平成5年）にはノースカロライナ大学のマックス・H・ホンマーサンドとともに再び山田町を訪れ、採集を行った。この際、28年前に訪れた海岸の同じ岩に同じ種の海藻が生えていることに感銘を受け、記録を残すため、これ以降年に4–7回山田町に通うようになった。特に田の浜地区（現在の船越）の荒神社の磯で多くの標本を採集した。
1996年には、それまで東京湾では埋立や水質悪化によって絶滅したと考えられていたカイガラアマノリ Pyropia tenuipedalis を千葉市千葉ポートパークで再発見した。
2003年、「生物多様性について研究し、植物の医薬へ通じる基礎データを残した実績」により、東邦大学理学部の第9回生物分子科学賞を受賞した。
2005年の国際生物学オリンピック日本委員会の発足当初、東邦大学理学部生物系教室のメンバーを動員し、国内第一次試験の問題作成委員会を立ち上げた。さらに2005年と2006年には、国内第二次試験を開催、特別教育を実施した。第20回国際生物学オリンピック（IBO2009）つくば大会の日本開催実現にも貢献した。
2005年3月には、自身の所有する標本のうちフクロツナギ Coelarthrum opuntia など181点を名古屋大学博物館に寄贈した。日本産の標準的な海藻の教育標本である。これらの標本は現在、同博物館で吉崎誠海藻コレクションとして収蔵されている。
定年まで、43年間東邦大学で研究を続けていた。

### 標本の消失と自身の死
退職後、東邦大学理学部の海藻標本室が廃室され、自身の所有していた約8万点の藻類の乾燥標本と約2000点の液浸標本の置き場を失ってしまった。国立科学博物館（科博）でも標本の受け入れを打診していたが、吉崎は「標本室ごと」の寄贈を希望したため、科博では標本以外の物の受け入れが認められず、寄贈されなかった。結果的に、在職中に蒐集した全ての標本を山田町に寄贈することとなった。これらの標本は北海道から沖縄にかけての日本各地の沿岸、アメリカ合衆国東西両沿岸、カリフォルニア半島、プエルトリコ、ハワイで採集したものであった。また、地震で採集したものだけでなく糸野洋（鹿児島大学）、梶村光男（島根大学）や海外からの交換標本も含まれていた。これらは海藻標本のコレクションとしては北海道大学に次ぐ、国内屈指の点数であると見積もられている。腊葉標本は2010年12月に、液浸標本は2011年3月に、そして文献は2011年3月7日に山田町立鯨と海の科学館に搬入され、全て資料の搬入が完了した。
しかしその直後、2011年3月11日に発生した東北地方太平洋沖地震による東日本大震災で、生涯を懸けて蒐集したその全ての標本が津波の被害に遭った。津波は同館の2階にまで達し、展示されていた腊葉標本と標本室に収蔵されていた標本のほとんどを流出させた。1階にあった倉庫には大量の土砂が押し寄せ、液浸標本瓶の大部分が埋没した。標本を収蔵していた標本室や標本庫も失われた。海藻標本は町役場の職員らによって約8,000点が地震の1週間後に収拾された。修復に携わっていたのは、岩手県立博物館の鈴木まほろを中心に、鯨と海の科学館の職員、ボランティアや、山田町生涯学習課の職員らであった。4か月ほどで、約1万点の腊葉標本と約1,000点の液浸標本が救出された。うち数千点の腊葉標本はビニール袋に保護されほぼ無傷で回収された。ワカメの大型腊葉標本45点は救出されたのち東邦大学へ運ばれ、吉崎自身や協力者により修復が行われた。修復できたのは一部に留まり、スギモク Coccophora langsdorfii など多くの標本が失われた。
震災後は標本のレスキューに携わり、自然史標本の重要性をアピールする活動を行った。例えば、6月6日に行われた公開シンポジウム「緊急集会：被災した自然史標本と博物館の復旧・復興にむけて——学術コミュニティは何をすべきか？」にて消失について報告された。9月5日には「藻類標本8万点の損失事例報告」として、上記の事例について日本学術会議の雑誌『学術の動向』に寄稿を行った。吉崎はここで、被災標本の救出について次のように述べていた。
もっとも早急に助けて欲しい時に、叫びを上げている時にこそレスキューは必要とされる。そういった救急組織はわが国には存在しない。のどから手が出るほどに欲しいのは、残った標本を収納する標本庫である。しかし、標本庫を購入することも、購入した標本庫を収納するスペースさえもままならない。震災の現場はまずは人の生活を助けることがすべてに優先する。まずは、山田町と、山田町の人達の生活の復旧復興を急がなくてはならない。
また、被災各地を回り、日本生物学オリンピックへの参加を呼びかけてきた。2011年8月末にも、東北地方の青森県や秋田県の高校を訪れ、日本生物学オリンピックへの参加を直接呼びかけていた。
2011年9月10日、自宅にて喘息の発作を起こし、呼吸困難により亡くなった。動物分類学者で北海道大学名誉教授の馬渡峻輔は心労が寿命を縮めたのだろうかと述べている。

### 死後
2012年6月16日から6月30日まで、習志野市市民プラザ大久保の多目的ギャラリーにて「吉崎誠先生の標本と顕微鏡画の展示」が開催された。また、同年6月23日には東邦大学習志野メディアセンターにて、シンポジウム『千葉県生物学会 前会長 吉崎誠先生を偲ぶ会「標本は誰のものか？」』が開催された。
死後も被災標本の修復は続けられ、2013年には鯨と海の科学館に寄贈されていたコレクションのうち、救出された約10,600点の修復作業がほぼ完了した。現地には標本を収蔵できる場所はなく、人的にも経済的にも作業を行うことができなかったため、修復作業や保管は盛岡市の岩手県立博物館にて行われた。また、国立科学博物館でも約650点が仮保管された。2012年に藻類絵はがきの会によって呼びかけられた募金により、翌年岩手県立博物館に標本箱が送られ、収蔵されることとなった。
また、2022年1月には鯨と海の科学館で、企画展「震災から蘇った海藻押し葉標本展」にて、当時の活動の様子を写した写真や蒐集した海藻標本などが展示された。

## 著書
- 鯵坂哲朗ほか 著、堀輝三 編『藻類の生活史集成 第2巻 褐藻・紅藻類』内田老鶴圃、1993年8月1日。ISBN 978-4-7536-4058-4。
- 千葉県史料研究財団 編『千葉県の自然誌 本編1：千葉県の自然』千葉県文書館内県史頒布会〈県史シリーズ 40〉、1996年3月。
- 沼田眞、風呂田利夫 編『東京湾の生物誌』築地書館〈東京湾シリーズ〉、1997年3月1日。ISBN 978-4806721956。
- 吉崎誠 著「第 III 部　植物群ごとの特徴 4．紅色植物門」、千原光雄 編『藻類の多様性と系統』岩槻邦男・馬渡峻輔（監修）〈バイオディバーシティ・シリーズ 3〉、1999年7月。ISBN 978-4-7853-5826-6。
- 吉﨑誠「日本の海藻分布による地域区分」『地球環境調査計測事典 第3巻 沿岸域 編』竹内均（監修）、フジ・テクノシステム、2003年、908–911頁。ISBN 978-4938555917。